# 揖斐章
揖斐 章（いび あきら、1844年（天保15年10月） - 1881年（明治14年）10月26日）は、幕末の幕臣、明治期の陸軍軍人。最終階級は陸軍少将。旧名・吉之助。

## 経歴
本籍静岡県。江戸で揖斐善之丞の息子として生まれる。文久2年（1862年）、昌平黌乙科及第。歩兵差図役頭取勤方として鳥羽・伏見の戦いに参戦し重傷を受けた。戦いの後、江戸に帰還すると、撒兵頭並に
昇進した。
明治維新後、明治元年（1868年）10月、小筒組之頭並から陸軍二等教授方に任命されたが、沼津兵学校三等教授方に変更となった。
明治3年（1870年）陸軍少佐に任官。陸軍大阪兵学寮教官に就任し、同じく幕府陸軍出身者の原田一道や大島貞薫らとともに士官候補生の教育にあたった。1873年（明治6年）11月、陸軍大佐に昇進し名古屋鎮台司令長官心得に就任。1874年（明治7年）4月、名古屋鎮台参謀長に転じ、同年9月、大阪鎮台参謀長に異動。1876年（明治9年）7月、大阪衛戍司令官を兼務した。
1877年（明治10年）2月、征討別働第1旅団参謀長に就任し西南戦争に出征、出征第3旅団参謀を兼務。田原坂の戦いで重傷を負う。西南戦争後、西部監軍部幕僚参謀、兼参謀本部御用、兼歩兵内務書第三版取調掛を歴任。1880年（明治13年）4月、陸軍少将に進み名古屋鎮台司令官となる。翌年、現職で死去した。

## 年譜
- 1870年（明治3年）12月8日 - 陸軍少佐初任
- 1873年（明治6年）11月24日 - 陸軍大佐昇進・名古屋鎮台司令長官心得
- 1874年（明治7年）
  - 4月17日 - 名古屋鎮台参謀長
  - 9月14日 - 大阪鎮台参謀長
- 1876年（明治9年）7月 - 兼大阪衛戍司令官
- 1877年（明治10年）2月25日 - 別働第１旅団参謀長
- 1878年（明治11年）12月20日 - 西部監軍部参謀
- 1880年（明治13年）4月27日 - 陸軍少将昇進・名古屋鎮台司令官

## 人物
- 明治3年（1870年）大阪兵学寮に勤務することになった揖斐は、その訓練の厳しさにより兵士たちから恨まれることになった。一方、陸軍上層部からは、優秀な教官として評価されていた。

## 栄典
- 1874年（明治7年）2月18日 - 従五位[3]